# Шиндлер, Кристофер
Кри́стофер Ши́ндлер (нем. Christopher Schindler; 29 апреля 1990, Мюнхен, ФРГ) — немецкий футболист, выступавший на позиции защитника. Известен по выступлениям за немецкий клуб "Мюнхен 1860", за который в период с 2010 по 2016 годы провёл более 100 игр.

## Карьера

### Клубная
Шиндлер начал играть в футбол в 5 лет в клубе «Перлах» из одноимённого района Мюнхена. С 1999 он стал посещать юниорскую академию клуба «Мюнхен 1860», которая находится в другом районе города, Гизинге. Будучи маленьким мальчиком, подавал мячи на играх «Мюнхена 1860».. Он окончил академию в 2009 году и с лета того года начал играть за вторую команду «львов», которая выступает в Региональной лиге. Он дебютировал в ней 5 сентября 2009, когда вышел на замену в выездной игре в Вайдене. В своём первом сезоне он сыграл 20 игр и забил 1 гол. Летом 2010 он был включён тренером Райнером Маурером в состав первой команды. До начала сезона Шиндлер выходил на поле во многих товарищеских встречах основной команды, но в официальных играх он продолжал играть только за вторую.
В заявку первой команды на матч Шиндлер был впервые включён на домашнюю игру против берлинского «Униона» 3 октября 2010, после того, как Мате Гвинианидзе выбыл из-за травмы. В этой игре состоялся его дебют в профессиональном футболе, он был выпущен на замену вместо Александра Игнёвски в конце матча. 19 декабря 2010 Шиндлер впервые вышел в стартовом составе на игру против «Падерборна».
В январе 2011 Кристофер подписал свой первый профессиональный контракт со «львами» до лета 2012 года. 26 марта он в первый раз отыграл весь матч первой команды целиком и даже отметился в нём голом. Это случилось в выездной игре против «Арминии». Всего в том сезоне он 16 раз сыграл за основную команду и 12 − за вторую.
В сентябре 2011 Шиндлер продлил свой контракт с мюнхенским клубом до 2014 года. До зимнего перерыва в сезоне 11/12 он вышел на поле в 17 матчах Второй Бундеслиги.
1 июля 2016 года перешёл в английский «Хаддерсфилд Таун», выступающий в Чемпионшипе.

### В сборной
В первый раз форму немецкой сборной Шиндлер примерил 17 ноября 2010 в товарищеской игре молодёжки против второй команды франкфуртского «Айнтрахта». В официальных играх он дебютировал 25 марта следующего года, выйдя на замену в матче молодёжной сборной против Голландии. Через четыре дня он был снова выпущен на замену в игре против итальянцев.

## Личное
Отец Кристофера Мариан является многолетним болельщиком «львов», поэтому при выборе клуба у них не возникло никаких сомнений. Девушку Кристофера зовут Паулина, он живёт вместе с ней с февраля 2012 года.
Школу он закончил с хорошими оценками, средний балл − 1,9. Основным предметом у него была латынь, тема выпускной работы — «Изображение рабов в различных произведениях».